# Internazionali d'Italia 2006
Gli Internazionali d'Italia 2006 sono stati la 63ª edizione del torneo, facevano parte della categoria ATP Masters Series nell'ambito dell'ATP Tour 2006,
e della Tier I nell'ambito del WTA Tour 2006.
Sia il torneo maschile che quello femminile si sono giocati al Foro Italico di Roma in Italia, il torneo maschile si è giocato dall'8 al 15 maggio 2006, e quello femminile dal 15 al 22 maggio 2006.

## Campioni

### Singolare maschile
Rafael Nadal ha battuto in finale  Roger Federer con il punteggio di 6(0)–7, 7–6(5), 6–4, 2–6, 7–6(5)

### Singolare femminile
Martina Hingis ha battuto in finale  Dinara Safina con il punteggio di 6–2, 7–5

### Doppio maschile
Mark Knowles /  Daniel Nestor hanno battuto in finale  Jonathan Erlich /  Andy Ram con il punteggio di 4–6, 6–4, [10–6] (Match Tie-Break)

### Doppio femminile
Daniela Hantuchová /  Ai Sugiyama hanno battuto in finale  Francesca Schiavone /  Květa Peschke con il punteggio di 3–6, 6–3, 6–1